# Johanna Catharina Aarsse
Johanna Catharina Aarsse, född 1811, död 1898, var en nederländsk sångare.
Hon tog sånglektioner vid Kungliga Musikskolan i Haag, där man på initiativ av regissören HH Lübeck också uppmärksammade arbetarklassens barns musikaliska utbildning. Johanna var en av sju begåvade elever som fick ett hedersomnämnande 1831. 
Hon var verksam som konsertsångare. Hon blev medlem i kören i Haag Society for the Promotion of Toonkunst och sjöng där altsolo. I oktober 1834, vid musikfestivalen i Grote Kerk i Haag, stack hon ut på grund av sin "stora, klangfulla röst [som] hade en volym på två oktaver". Den 26 juli 1839 kunde hon höras på musikfestivalen i den lutherska kyrkan med anledning av Willem III:s äktenskap med Sophia van Wurtemberg. Hennes soloföreställningar är kända fram till 1876. 
Johanna van Aarsse hade ett gott rykte som sångerska: hennes kontraalt hade ett brett spektrum, hon hade en bra teknik, och hon lade mycket känsla i tolkningen av sina roller. Fram till 1860-talet förblev hon medlem i kören i Sällskapet för Toonkunstens främjande, i vilken hon var hedersmedlem under sina sista år. 